# Tilletia polypogonis
Tilletia polypogonis är en svampart som beskrevs av Vánky & N.D. Sharma 1994. Tilletia polypogonis ingår i släktet Tilletia och familjen Tilletiaceae.   Inga underarter finns listade i Catalogue of Life.